# 鮑伯·韋勒
鮑伯·韋勒（Robert John (Bob) Widlar，1937年11月30日—1991年2月27日），是一位美国电子工程师，以设计了集成电路而知名。

## 成就
1964 年到 1970 年，他与 David Talbert 合作发明了第一个集成的运算放大器（μA702，μA709），在 1967 年发明了集成稳压器（µA723）等。他发明的这些电路至少在一个功能方面超越了前人。